# Куродзудо-Аро
«Куродзудо-Аро» (яп. クローズドアロー; войсковой индекс — Тип 93, яп. 93式近距離地対空誘導弾) — японский самоходный зенитный ракетный комплекс на колёсном шасси повышенной проходимости для поражения низколетящих воздушных целей зенитными управляемыми ракетами с инфракрасной головкой самонаведения. Является модифицированным вариантом переносного зенитного ракетного комплекса «Кейко». Комплекс вместе с ракетами к нему был разработан и производился корпорацией «Тосиба», боевая машина комплекса «Кокидося» является модифицированной для военных нужд моделью внедорожника «Мега Круизер» корпорации «Тойота».

## История
Работа над комплексом, от постановки тактико-технического задания до постановки прошедшего испытания образца на вооружение заняла не более четырёх лет, с 1990 по 1993 год. Серийное производство комплекса началось сразу же после принятия на вооружение в 1993 году, в связи с чем комплекс получил официальный войсковой индекс «Тип 93».

## Производство
Комплекс производился для национальных нужд и на экспорт не поставлялся, поэтому его производство соответствует определению мелкосерийного. Всего за годы производства было изготовлено и поставлено заказчику 330 серийных образцов комплекса.
| Бюджетный год | Количество |
| ------------- | ---------- |
| 1993          | 6          |
| 1994          | 10         |
| 1995          | 10         |
| 1996          | 8          |
| 1997          | 9          |
| 1998          | 8          |
| 1999          | 7          |
| 2000          | 8          |

| Бюджетный год | Количество |
| ------------- | ---------- |
| 2001          | 8          |
| 2002          | 13         |
| 2003          | 7          |
| 2004          | 7          |
| 2005          | 4          |
| 2006          | 4          |
| 2007          | 2          |
| 2008          | 2          |

## Устройство
Пусковая установка представляет собой вращающуюся платформу с двумя контейнерами на четыре ракеты в каждом, размещёнными слева и справа от блока оптико-электронных прицельных приспособлений, который находится посередине данной конструкции. Управление огнём ведётся оператором из кабины машины. Все трое членов экипажа размещаются в кабине, при необходимости спешиваются и действуют в пешем боевом порядке.

## Тактико-технические характеристики
Комплекс
- Экипаж — 3 человека
- Боекомплект — 8 ракет в двух контейнерах (2 × 4)
- Прицельные приспособления — оптико-электронные + инфракрасные

Боевая машина
- Коробка передач — четырёхступенчатая
- Длина машины — 4910 мм
- Ширина машины — 2150 мм
- Максимальная скорость машины — 125 км/ч
- Масса машины — 2640 кг
- Запас хода — 443 км
- Ёмкость топливных баков  108 л

Зенитная управляемая ракета
- Досягаемость по дальности (наклонной) — 5 км